# Mixdorf
Mixdorf település Németországban, azon belül Brandenburgban. Lakosainak száma 908 fő (2023. december 31.).

## Népesség
A település népességének változása:
| Lakosok száma | 927  | 907  | 908  | 936  | 924  | 908  |
|               | 2014 | 2017 | 2019 | 2021 | 2022 | 2023 |